# Наута, Ивонне
Ивонне Наута (нидерл. Yvonne Nauta; 21 февраля 1991, Эйтвеллингерга, Нидерланды) — нидерландская конькобежка, бронзовый призёр чемпионата мира, серебряный призёр чемпионата Европы, участница зимних Олимпийских игр 2014 года. Чемпионка Нидерландов на дистанции 5000 м и в многоборье.

## Биография
Ивонне Наута начала кататься на коньках в возрасте 5-ти лет и неопытной пробежала дистанцию в 40 км. Ивонн выросла среди лодок, её семейный дом расположен на воде и начала работать в раннем возрасте вместе с братом. Благодаря её отцу Дирку, который 4 раза участвовал в парусной гонке "Вокруг мирового океана", она стала заниматься спортом. В возрасте 7 лет Ивонне уже участвовала в своих первых клубных соревнованиях, а с 2006 года в чемпионате Нидерландов среди юниоров.
В 2008 году Ивонне выиграла на юниорском чемпионате страны "серебро" в многоборье и "бронзу" в спринте. В сезоне 2008/09 она дебютировала на взрослом чемпионате Нидерландов, на юниорском Кубке мира и на чемпионате мира среди юниоров в Закопане, где сразу же стала чемпионкой мира в командной гонке и в забеге на 3000 м, а в многоборье завоевала серебряную медаль. Через год вновь выиграла звание чемпионки мира в командной гонке.  
Она продолжала собирать золотые медали на юниорском чемпионате Нидерландов на дистанциях 3000 и 5000 м, выиграв 9 золотых медалей включительно до 2013 года. В сезоне 2013/14 она выступала за команду Марианны Тиммер "Team Liga" и на чемпионате Нидерландов на отдельных дистанциях завоевала золотую медаль на дистанции 5000 м, стала серебряным призёром в многоборье на чемпионате Европы в Хамаре в январе 2014 года, также заняла 3-е места на этапах Кубка мира в Астане и Инцелле на дистанциях 5000 и 3000 м соответственно.
В феврале на зимней Олимпиаде в Сочи заняла 6-е место на дистанции 5000 м. В марте выиграла впервые чемпионат Нидерландов в сумме многоборья и стала бронзовым призёром чемпионата мира в Херенвене в многоборье, победив на дистанции 5000 м с личным рекордом 6:57,59 сек. Из-за постоянной нагрузки в тренировках она стала переутомляться, начался спад в результатах. 
В сезоне 2015/16 заключила контракт на один год с командой "Team continuous" тренера Джанни Ромме, а в мае 2016 года она вернулась в свою первую команду "Gewest Friesland". В апреле 2017 года Ивонне заключила контракт с командой "LottoNL-Jumbo" тренера Жака Ори. В мае 2017 года она получила множественные переломы правой ноги после аварии во время тренировки. В марте 2018 года "LottoNL-Jumbo" не стала продлевать истекающий контракт с Ивонне из-за проблем с её здоровьем и она осталась без команды.
После реабилитации она вернулась к соревнованиям только в октябре, но не успела набрать форму и не прошла квалификацию на олимпиаду 2018 года в декабре, заняв только 12-е место в забеге на 3000 м. Через год на той же дистанции 3000 м заняла только 11-е место на чемпионате Нидерландов и ушла этой дисциплины. В августе 2019 года она объявила о своём уходе из конькобежного спорта, и перешла на марафонские дистанции. В сезоне 2021/22 дважды поднималась на 4-е и 5-е места в соревнованиях с масс-старта.    

## Спортивные достижения
| год  | Чемпионат Нидерландов многоборье | Чемпионат Нидерландов на отдельных дистанциях | Чемпионат Европы     | Чемпионат мира среди юниоров                                      | Чемпионат мира   | Зимние олимпийские игры | Кубок мира      |
| ---- | -------------------------------- | --------------------------------------------- | -------------------- | ----------------------------------------------------------------- | ---------------- | ----------------------- | --------------- |
| 2009 |                                  | 9e (16e, 10e, 8e, 9e)                         |                      | 7e 1000 м · 1500 м · 3000 м · многоборье · командная гонка        |                  |                         |                 |
| 2010 | 7e 3000 м                        | 6e (12e, 5e, 12e, 5e)                         |                      | 15e 1000 м · 7e 1500 м · 3000 м · 9e многоборье · командная гонка |                  |                         |                 |
| 2011 | 13e 1500 м 11e 3000 м            | 5e · (14e, 5e, 5e, )                          |                      |                                                                   |                  |                         | 45е 3000/5000 м |
| 2012 | 16e 1500 м 15e 3000 м 7e 5000 м  | 6e (13e, 4e, 6e, 5e)                          |                      |                                                                   |                  |                         |                 |
| 2013 | 18e 1500 м 14e 3000 м 9e 5000 м  | 7e (12e, 8e, 7e, 6e)                          |                      |                                                                   |                  |                         |                 |
| 2014 | 13e 1500 м · 4e 3000 м · 5000 м  | · ( 8e,, )                                    | · ( 16e,, )          |                                                                   | · ( 19e, , 5е, ) | 6e 5000 м               | 3000/5000 м     |
| 2015 | 14e 1500 м 8e 3000 м 4e 5000 м   | 6e · (13e, , 7e, 5e)                          |                      |                                                                   |                  |                         | 23e 3000/5000 м |
| 2016 | 14e 1500 м 8e 3000 м 9e 5000 м   | 6e · (12e, 5e, 6e, )                          |                      |                                                                   |                  | 11e 3000/5000 м         |                 |
| 2017 | 8e 1500 м · 3000 м · 4e 5000 м   |                                               | 4e · (13e, 5e, 4e, ) |                                                                   |                  |                         |                 |

* (500 м, 3000 м, 1500 м, 5000 м)

## Личная жизнь
Ивонне Наута с 2020 года работает преподавателем Инь-йоги в компании "Y. I. N. Sneek".